# Villing
Villing là một xã trong vùng Grand Est, thuộc tỉnh Moselle, quận Boulay-Moselle, tổng Bouzonville. Tọa độ địa lý của xã là 49° 16' vĩ độ bắc, 6° 37' kinh độ đông. Villing nằm trên độ cao trung bình là 274 mét trên mực nước biển, có điểm thấp nhất là 240 mét và điểm cao nhất là 366 mét. Xã có diện tích 4,93 km², dân số vào thời điểm 1999 là 442 người; mật độ dân số là 90 người/km².

## Thông tin nhân khẩu
| 1962 | 1968 | 1975 | 1982 | 1990 | 1999 |
| ---- | ---- | ---- | ---- | ---- | ---- |
| 320  | 332  | 347  | 358  | 432  | 442  |